# Lliga a Perxa
|    | A.   | Campions            | Subcampions         |
| -- | ---- | ------------------- | ------------------- |
| 01 | 1979 | Balones             | Benasau             |
| 02 | 1980 | Balones             | Alcoleja            |
| 03 | 1981 | Alcoleja            | Benillup            |
| 04 | 1982 | Balones             | Benillup            |
| 05 | 1983 | Balones             | Benasau             |
| 06 | 1984 | Balones             | Quatretondeta       |
| 07 | 1985 | Alcoleja            | Benasau             |
| 08 | 1986 | Sella               | Alcoleja            |
| 09 | 1992 | Alcoleja            | Benasau             |
| 10 | 1993 | Sella               | Benasau             |
| 11 | 1994 | Benasau             | Sella               |
| 12 | 1995 | Benasau             | Sella               |
| 13 | 1996 | Sella               | Benasau             |
| 14 | 1997 | Benasau             | Sella               |
| 15 | 1998 | Benasau             | Alcoleja            |
| 16 | 2005 | Benasau             | Sella               |
| 17 | 2006 | Ontinyent           | Benasau A           |
| 18 | 2007 | Sella A             | Benasau A           |
| 19 | 2008 | Sella A             | Alcoi A             |
| 20 | 2009 | Ontinyent           | Sella B             |
| 21 | 2010 | Benasau             | Ontinyent           |
| 22 | 2011 | Tibi                | Castell de Castells |
| 23 | 2012 | Tibi                | Benimagrell         |
| 24 | 2013 | Sella               | Benimagrell         |
| 25 | 2014 | Sella               | Benimagrell         |
| 26 | 2015 | Sella               | Benimagrell         |
| 27 | 2016 | Sella A             | Benimagrell         |
| 28 | 2017 | Sella               | Castell de Castells |
| 29 | 2018 | Castell de Castells | Sella               |
| 30 | 2019 | Sella               | Benimagrell         |
| 31 | 2020 | Castell de Castells | Tibi                |
| 32 | 2021 | Sella               | Castell de Castells |
| 33 | 2022 | Mutxamel            | Orba                |
| 34 | 2023 | Benimagrell         | Orba                |
| 35 | 2024 | La Vila             | Relleu              |

La Lliga a Perxa és un torneig per a clubs d'aficionats en la modalitat de llargues a perxa.
Fins a temps recents, el campionat de perxa estigué organitzat pels mateixos equips participants: entre els anys 1979 i 1986, l'hotel Reconquista d'Alcoi; entre el 1992 i el 1998 el Club de Pilota La Muntanya (Benifallim); i, des de 2005, la Federació de Pilota Valenciana. L'any 2007 jugaren 24 equips en tres categories de 8 equips cadascuna.
L'any 2016, les finals es varen jugar a Castell de Castells: en la tercera categoria, el Club de Pilota de Relleu va guanyar 5 per 10 front al Club de Pilota de Benifallim; en segona, el Club de Pilota de Sella B va superar al Club de Pilota del Campello per 10 a 9; i, en primera categoria, el guanyador absolut va ser el Sella A, en guanyar 10 per 7 al Club de Pilota de Benimagrell.
La vint-i-huitena edició (temporada del 2017 de pilota valenciana) es presentà diumenge 9 de juliol al carrer de la Lluna de Pedreguer, amb la novetat de la inclusió d'equips de València en la tercera categoria; el club de Sella inscrigué més equips que qualsevol altre, quatre: el Sella A guanyà la quinta lliga consecutiva contra Castell de Castells, en les finals disputades a Penàguila; el Sella C guanyà en segona categoria, per la mínima, contra Benifallim; i, en tercera, Borbotó es convertí en el primer equip de fora de les comarques centrals valencianes en guanyar a perxa, 10 a 8 contra Agost (Alacantí).